# Winnipeg
Winnipeg [ˈwɪnɪpɛɡ]ⓘ es la capital y la ciudad más poblada de la provincia canadiense de Manitoba, localizada en las praderas del Oeste de Canadá. Es además, la séptima ciudad más grande de Canadá, la más importante del centro del país y la ciudad principal de su área metropolitana, la Región de Winnipeg Capital.
Alrededor de la mitad de la población total de Manitoba reside en la Región de Winnipeg Capital, cuya población es de 730 305 habitantes. La ciudad de Winnipeg cuenta con una población total de 663 617 habitantes (censo de 2011). La ciudad se encuentra en la confluencia de los ríos Rojo del Norte y Assiniboine. Caracterizada por un clima riguroso (temperatura media de -19 °C en enero, pero de 19,7 °C en julio) es considerada como una de las grandes ciudades más frías del mundo.
Winnipeg posee edificaciones históricas y numerosos parques, como el Assiniboine Park o el Birds Hill Provincial Park. Por su situación, está también muy próxima a los ríos del Escudo Canadiense y numerosos lagos, entre los que se encuentran el lago de los Bosques, el lago Winnipeg (el decimosegundo más grande del mundo) y el lago Manitoba.

## Historia

### Antes de la incorporación
Winnipeg se encuentra en la confluencia del río Assiniboine y el río Rojo, conocida como The Forks, un punto histórico en las rutas en canoa por los ríos realizadas por los aborígenes durante cientos de años. El nombre de Winnipeg es una transcripción de una palabra cree que significa «aguas fangosas». La zona estaba poblada por los indígenas llamados First Nations. En la prehistoria, a través de historias orales, la arqueología, petroglifos, arte rupestre, y artefactos antiguos, se sabe que los nativos usaban la zona para acampar, cazar, pescar, comerciar y, más al norte, practicar la agricultura. La primera zona agrícola en Manitoba estaba situada a lo largo del río Rojo, cerca de Lockport, donde el maíz y otros cultivos fueron plantados antes del contacto con los europeos. Durante miles de años han vivido seres humanos en esta región, y hay muchos indicios arqueológicos acerca de sus modos de vida. Los ríos sirvieron de transporte para comerciar e intercambiar conocimientos entre muchos pueblos, como los assiniboine, ojibwa, anishinaabe, mandan, siux, cree, lakota y otros. El lago Winnipeg se consideró un mar interior, con importantes enlaces por río a las montañas en el oeste, los Grandes Lagos hacia el este y el océano Ártico en el norte. El río Rojo conectaba a los antiguos pueblos del norte con los del sur a través de los ríos Misuri y Misisipi. Los primeros mapas de algunas zonas se hicieron en cortezas de abedul por los Ojibwa, que ayudaron a los peleteros a encontrar sus caminos a través de los ríos y lagos.
El primer oficial francés que llegó a la zona fue Pierre Gaultier de Varennes en 1738. Construyó el primer puesto de comercio, el cual se llamó Fort Rouge, que posteriormente fue abandonado. Los franceses comerciaron en la zona durante varias décadas antes de que llegasen los comerciantes de la bahía de Hudson. Los primeros comerciantes ingleses visitaron la zona alrededor del año 1767. Gibraltar Fort fue construido por la Compañía del Noroeste en 1809, y Fort Douglas fue construido por la Compañía de la Bahía de Hudson en 1812. Las dos empresas lucharon ferozmente por el comercio en la zona, ocurriendo varias batallas entre ellos. En 1821, la Compañía de la Bahía de Hudson y la Compañía del Noroeste terminado su larga rivalidad con una fusión.

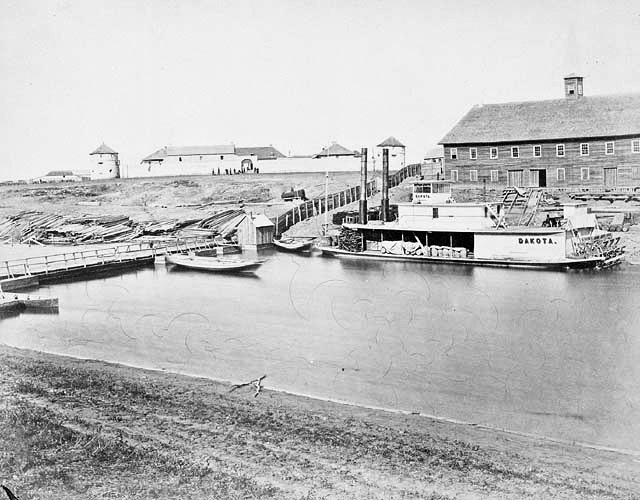
Fort Garry a principios de los años 1870.

Fort Gibraltar, en el sitio de la actual Winnipeg, pasó a denominarse Fort Garry en 1822 y se convirtió en el puesto comercial líder en la región para la Compañía de la Bahía de Hudson. Este puesto fue destruido en una inundación 1826 y reconstruido en 1835. Desempeñó un papel pequeño en el comercio de pieles, pero siguió siendo la residencia del Gobernador de la compañía durante muchos años y se convirtió en una parte importante de la primera colonia y asentamiento en el oeste de Canadá.
En 1869-70 ocurrió en Winnipeg la «Rebelión del río Rojo», un conflicto entre el gobierno local provisional de los métis, encabezados por Louis Riel, y los recién llegados procedentes del este de Canadá. El General Garnet Wolseley fue enviado a sofocar la rebelión. Esta rebelión condujo directamente a la entrada de Manitoba en la Confederación como la quinta provincia de Canadá en 1870, y el 8 de noviembre de 1873, Winnipeg fue incorporada como ciudad. En 1876, tres años después de la incorporación de la ciudad, la oficina de correos adoptó oficialmente el nombre de «Winnipeg».

### Llegada del ferrocarril
La primera locomotora de Winnipeg, llamada the Countess of Dufferin (Condesa de Dufferin), llegó en un barco de vapor en 1877. La compañía Ferrocarriles del Pacífico de Canadá completó el primer enlace directo por ferrocarril desde el este de Canadá en 1881, abriendo las puertas a la inmigración masiva y colonización de Winnipeg y de las praderas canadienses. La historia y herencia del ferrocarril de Winnipeg y la primera locomotora pueden verse en el Museo del Ferrocarril de Winnipeg.

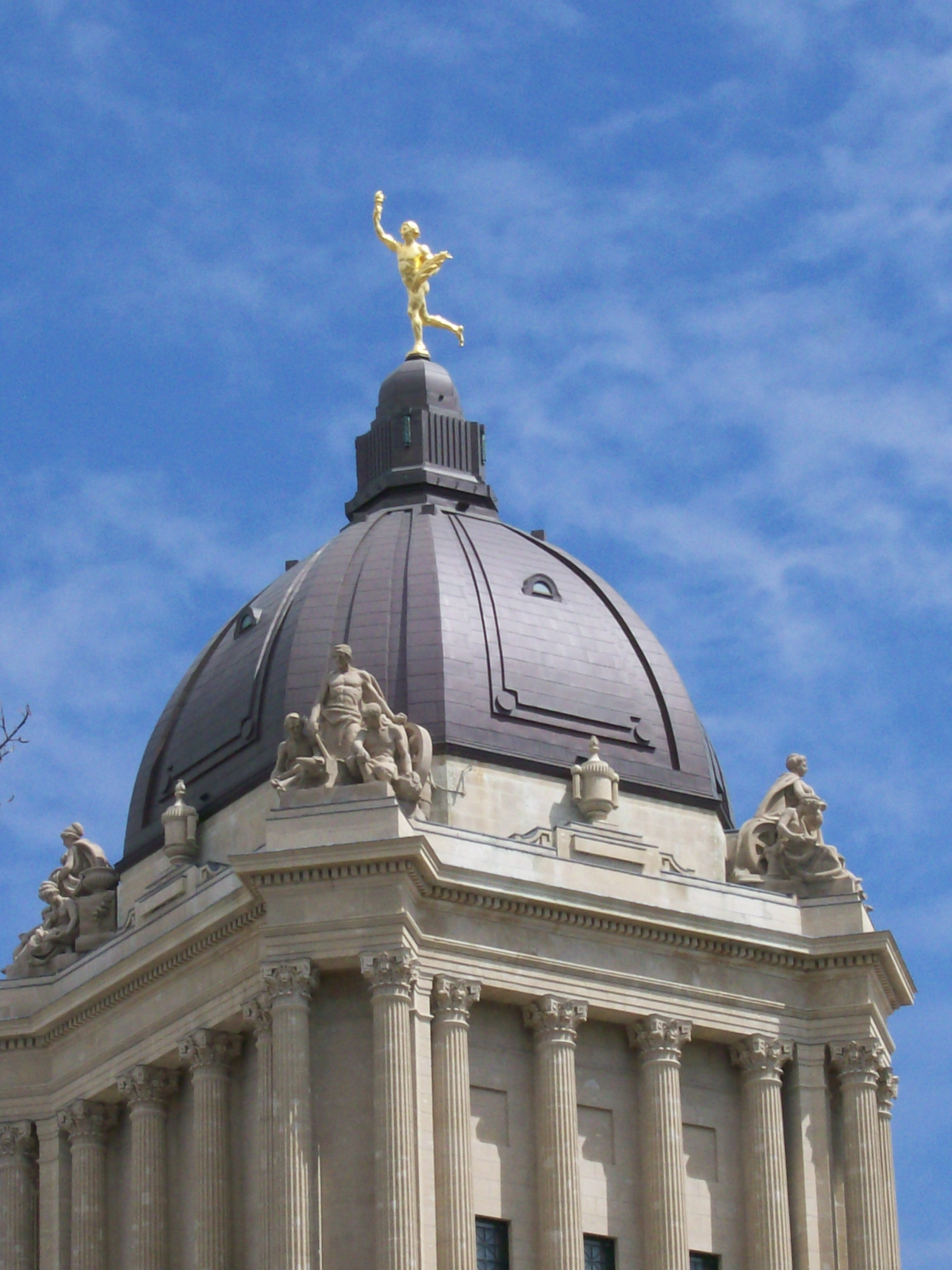
El Golden Boy en el tejado del edificio de la Asamblea Legislativa.

La ciudad experimentó una gran expansión durante la década de 1890 y las dos primeras décadas del siglo XX, lo que supuso un crecimiento de la población de 25 000 personas en 1891 a más de 179 000 en 1921. Como la inmigración creció durante este período, Winnipeg adquirió su carácter distintivo multicultural. El edificio de la Asamblea Legislativa de Manitoba refleja el optimismo de estos años. Construido principalmente de material calizo proveniente de la cantera Tyndall Stone (cerca del río Rojo), abrió sus puertas en 1920. Su cúpula soporta una estatua de bronce, comúnmente conocida como «el chico dorado» (the Golden Boy), acabada con una hoja de oro con el lema «eterna juventud y el espíritu de empresa» (Eternal Youth and the Spirit of Enterprise) grabado. Este edificio fue construido con estilo neoclásico, como es habitual en los edificios gubernamentales de otros estados norteamericanos construidos en el siglo XIX y el principio del siglo XX. El edificio fue pensado para dar cabida a representantes de tres millones de personas, que era la población esperada de Manitoba.
Winnipeg se enfrentó a dificultades financieras cuando el Canal de Panamá abrió sus puertas en 1914. El canal hizo reducir la importancia del sistema ferroviario de Canadá para el comercio internacional, y el aumento del tráfico de buques ayudó a que Vancouver superase a Winnipeg para convertirse en la tercera ciudad más grande de Canadá en los años 60.

### Huelga general de Winnipeg
Tras la Primera Guerra Mundial, debido a la recesión de posguerra, las malas condiciones laborales, la presencia de sindicalistas radicales y una gran afluencia de soldados que regresan, 35 000 habitantes se declararon en huelga en mayo de 1919 en lo que se conoce como la «huelga general de Winnipeg de 1919». Tras varios arrestos, deportaciones e incidentes violentos, la huelga finalizó el 21 de junio de 1919, cuando se aplicó la Ley de Disturbios y un grupo de la Policía Montada del Canadá cargó contra un grupo de huelguistas. Dos de ellos murieron y por lo menos treinta resultaron heridos; se conoce ese día como el «sábado sangriento» (Bloody Saturday). Uno de los líderes de la huelga, James Shaver Woodsworth, fundó el primer gran partido socialista de Canadá, el Co-operative Commonwealth Federation (CCF), que más tarde se convertiría en el Nuevo Partido Democrático.

### La Gran Depresión y la Segunda Guerra Mundial.
La caída de los mercados bursátiles de 1929 aceleró el declive que estaba sufriendo Winnipeg; esta tuvo como consecuencia el desempleo masivo, situación que fue agravada por la sequía y los bajos precios agrícolas. La Gran Depresión terminó cuando la Segunda Guerra Mundial comenzó, en 1939. Entonces, miles de canadienses se ofrecieron como voluntarios para unirse a las fuerzas armadas. En Winnipeg, los antiguos puestos arsenales de Minto (Tuxedo, Fort Osborne) y de McGregor se atestaron hasta tal extremo que los militares tuvieron que hacerse con otros edificios para aumentar la capacidad.

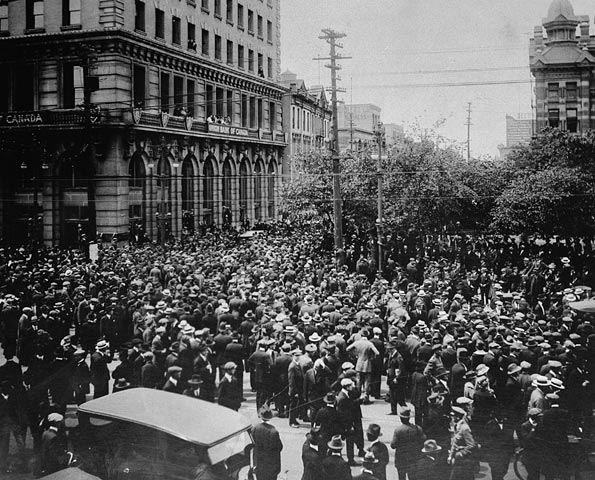
La población de Winnipeg durante la Gran Huelga del 21 de junio de 1919.

Winnipeg desempeñó un papel importante en la British Commonwealth Air Training Plan (BCATP). Las órdenes de la BCATP era formar a las tripulaciones de vuelos fuera de las zonas de batalla de Europa. Pilotos, oficiales de vuelo, bombarderos, operadores de radio, artilleros aéreos e ingenieros de vuelo pasaron por Winnipeg en su camino hacia varias escuelas aéreas de todo el oeste de Canadá.

### Tras la Segunda Guerra Mundial y la inundación de 1950
El fin de la Segunda Guerra Mundial trajo una nueva sensación de optimismo a Winnipeg. Surgió una gran demanda en el sector de la construcción de viviendas, pero esta actividad se detuvo bruscamente en 1950 debido a la inundación provocada por el desbordamiento del río Rojo, la mayor en Winnipeg desde 1861; las aguas se mantuvieron por encima de su nivel habitual durante 51 días. El 8 de mayo de 1950, 8 diques cedieron, cuatro de los once puentes de la ciudad fueron destruidos y cerca de 100 000 personas tuvieron que ser evacuadas, haciendo de esta la mayor evacuación en la historia de Canadá. El premier Douglas Campbell pidió ayuda federal y el primer ministro Louis St. Laurent declaró el estado de emergencia. Soldados del regimiento de infantería ligera canadiense Princesa Patricia proveyeron personal para aliviar la situación mientras duró la inundación. El gobierno federal estimó unos daños de 26 millones de dólares canadienses, aunque la provincia insistió en que fueron por lo menos el doble.
Para prevenir futuras inundaciones, la investigación de la cuenca del río Rojo recomendó un sistema de medidas de prevención de inundaciones, incluyendo varios sistemas de diques y un canal para desviar el río Rojo (Red River Floodway) alrededor de Winnipeg. Esta construcción se inició en 1962, con Dufferin Roblin como cabeza del gobierno local.

### De la unicidad al presente
Antes de 1972, Winnipeg era la mayor de treinta ciudades y pueblos en el área metropolitana alrededor de los ríos Rojo y Assiniboine. La Unicidad fue creada el 27 de julio de 1971 y entró en vigor con las primeras elecciones, en 1972. Con ella la actual ciudad de Winnipeg, los municipios de St. Boniface, Transcona, St. Vital, West Kildonan, East Kildonan, Tuxedo, Old Kildonan, North Kildonan, Fort Garry, Charleswood, y la ciudad de St. James se fusionaron con la antigua ciudad de Winnipeg.

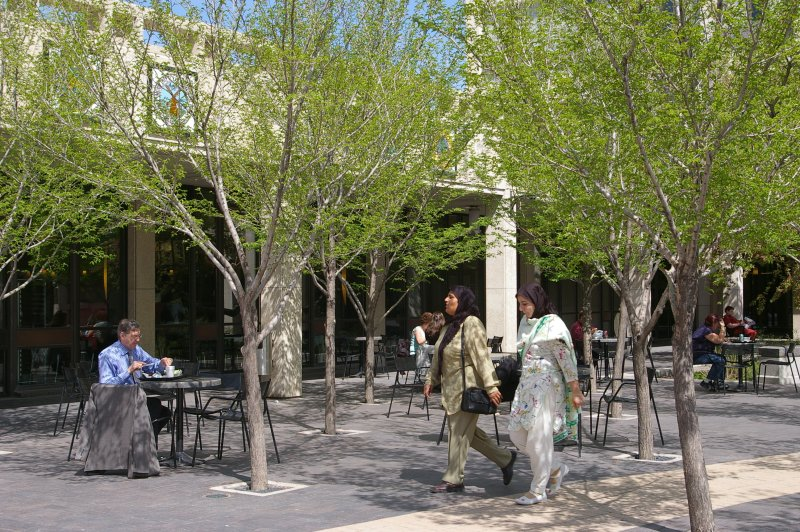
Plaza del ayuntamiento de Winnipeg en la actualidad.

Inmediatamente después de la crisis energética de 1979, Winnipeg experimentó una grave recesión económica, antes de la recesión de principio de los 80 en los Estados Unidos. A lo largo de la recesión, la ciudad efectuó cierre de empresas destacadas como Winnipeg Tribune, Swift's y Canada Packers. En 1981 Winnipeg fue una de las primeras ciudades canadienses en firmar un acuerdo tripartito para rehabilitar su centro urbano. Los tres niveles de gobierno (federal, provincial y municipal) han contribuido con más de 271 millones de dólares canadienses para las necesidades de desarrollo del centro de la ciudad en los 20 años siguientes. La financiación fue fundamental en atraer el centro comercial Portage Place, que comprende la sede del Investors Group, las oficinas de Air Canada y varios complejos residenciales. En 1989 se recuperaron y rehabilitaron los astilleros de la Canadian National Railway en el cruce de los ríos Rojo y Assiniboine, y al poco tiempo The Forks se había convertido en la atracción turística más popular de la ciudad.
En 1993, sintiendo que las necesidades de su comunidad no se satisfacían, los residentes de Headingley se separaron de Winnipeg y oficialmente se convirtieron a una municipalidad incorporada.

## Geografía
Winnipeg se encuentra en la parte inferior del valle del río Rojo del Norte y tiene una topografía plana. El centro de Winnipeg se localiza en la intersección de Portage Avenue y Main Street (conjunto conocido como Portage and Main), a un kilómetro del popular barrio The Forks y del río Assiniboine. Desde esta intersección, una de las más famosas de Canadá, parten todas las carreteras.
El centro Winnipeg es el corazón financiero de la ciudad, y cubre un área de aproximadamente una milla cuadrada (2,5 kilómetros), que es grande para una ciudad de este tamaño. Rodeando el centro de la ciudad hay varias vecindades residenciales. El desarrollo urbano se extiende en todas las direcciones del centro, pero es mayor al sur y al oeste, y ha tendido a seguir el curso de los dos ríos principales. El área urbanizada en Winnipeg es aproximadamente 25 kilómetros del este al oeste y 20 kilómetros del norte al sur, aunque haya todavía mucha tierra disponible para el desarrollo dentro de los límites de la ciudad.
Las áreas de Winnipeg son Downtown/Exchange District, Chinatown, The Forks, Fort Rouge/Crescentwood, River Heights, Tuxedo, Charleswood, St. James-Assiniboia, The West End, Weston, Wolseley, North End, Elmwood, East Kildonan, West Kildonan, Old Kildonan, North Kildonan, St. Boniface, St. Vital, Fort Garry, St. Norbert y Transcona.

### Clima
Winnipeg tiene clima continental húmedo extremo (Dfb, según la clasificación climática de Köppen), con una gran oscilación térmica anual que, con 36,1 °C es de las más altas del Mundo. Como no existen cordilleras montañosas ni mar cerca, la ciudad se expone a numerosos sistemas climáticos incluyendo altos sistemas de presiones del Ártico. De diciembre a febrero, la temperatura máxima diaria solamente sobrepasa los 0 °C en 10 días de media. Mientras que la mínima diaria se desploma hasta los -20 °C en 53 días de media. El frío y las nevadas, de vez en cuando, se prolongan hasta el mes de abril, aunque en general las temperaturas invernales propias comienzan a moderarse a finales de febrero o principios de marzo. La temperatura más baja registrada en Winnipeg fue de -47,8 °C y se dio el 24 de diciembre de 1879. El día más frío de los últimos 25 años fue el 5 de febrero de 2007, cuando los termómetros marcaron -41,7 °C. Por su parte, el viento más frío registrado en la ciudad tuvo lugar el 1 de febrero de 1996 con -57,1 °C. De acuerdo con Environment Canada.

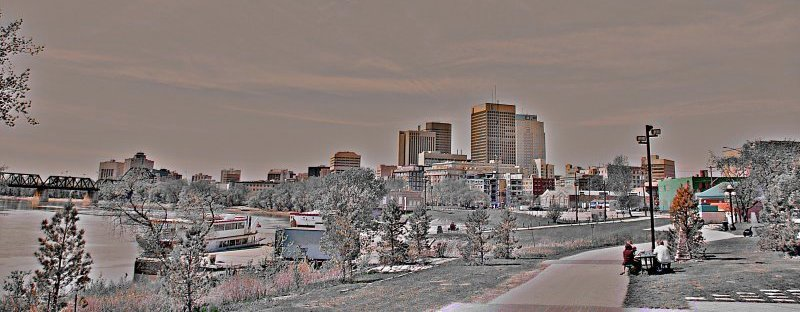
Panorama de Winnipeg.

Los veranos son templados y, a menudo, húmedos, especialmente en julio y agosto, con frecuentes tormentas nocturnas. Ocasionalmente aparecen días de bochorno que van más allá de los 40 °C. De media, la temperatura máxima diaria sobrepasa los 30 °C durante 14 días al año, sin embargo con el bochorno la sensación térmica de 30 °C se supera durante 45 días al año. La ciudad a menudo recibe el veranillo, cuando el verano regresa brevemente tras las primeras heladas, a mediados de octubre o incluso a comienzos de noviembre. La temperatura más alta registrada en Winnipeg (desde que comenzase a medirse los valores en 1873) fue de 42,2 °C del 11 de julio de 1936. En los últimos 25 años, el día más caluroso fue el 6 de agosto de 1988 y el 1 de agosto de 1989, ambos con 38,7 °C. El mayor índice de bochorno se produjo el 25 de julio de 2007 con una sensación térmica de 48 °C. La ciudad tiene una media de 521,1 mm de precipitaciones al año, aunque este dato varía considerablemente año a año. Estas se concentran en verano, mientras que el invierno es bastante seco, con menos de 20 mm en los tres meses más fríos.
La primavera y el otoño tienden a ser estaciones contradictorias, con temperaturas muy variables y rápidamente cambiantes. Pero también, Winnipeg es una ciudad muy soleada con una media de 317 días soleados al año. Tiene el segundo cielo más claro de Canadá y es, también, la segunda ciudad más soleada del país en primavera e invierno.
| Parámetros climáticos promedio de Winnipeg (Aeropuerto Internacional James Armstrong Richardson), elevación: 238,7 m (261 yd); normales 1981–2010, extremos 1872–presente | Parámetros climáticos promedio de Winnipeg (Aeropuerto Internacional James Armstrong Richardson), elevación: 238,7 m (261 yd); normales 1981–2010, extremos 1872–presente | Parámetros climáticos promedio de Winnipeg (Aeropuerto Internacional James Armstrong Richardson), elevación: 238,7 m (261 yd); normales 1981–2010, extremos 1872–presente | Parámetros climáticos promedio de Winnipeg (Aeropuerto Internacional James Armstrong Richardson), elevación: 238,7 m (261 yd); normales 1981–2010, extremos 1872–presente | Parámetros climáticos promedio de Winnipeg (Aeropuerto Internacional James Armstrong Richardson), elevación: 238,7 m (261 yd); normales 1981–2010, extremos 1872–presente | Parámetros climáticos promedio de Winnipeg (Aeropuerto Internacional James Armstrong Richardson), elevación: 238,7 m (261 yd); normales 1981–2010, extremos 1872–presente | Parámetros climáticos promedio de Winnipeg (Aeropuerto Internacional James Armstrong Richardson), elevación: 238,7 m (261 yd); normales 1981–2010, extremos 1872–presente | Parámetros climáticos promedio de Winnipeg (Aeropuerto Internacional James Armstrong Richardson), elevación: 238,7 m (261 yd); normales 1981–2010, extremos 1872–presente | Parámetros climáticos promedio de Winnipeg (Aeropuerto Internacional James Armstrong Richardson), elevación: 238,7 m (261 yd); normales 1981–2010, extremos 1872–presente | Parámetros climáticos promedio de Winnipeg (Aeropuerto Internacional James Armstrong Richardson), elevación: 238,7 m (261 yd); normales 1981–2010, extremos 1872–presente | Parámetros climáticos promedio de Winnipeg (Aeropuerto Internacional James Armstrong Richardson), elevación: 238,7 m (261 yd); normales 1981–2010, extremos 1872–presente | Parámetros climáticos promedio de Winnipeg (Aeropuerto Internacional James Armstrong Richardson), elevación: 238,7 m (261 yd); normales 1981–2010, extremos 1872–presente | Parámetros climáticos promedio de Winnipeg (Aeropuerto Internacional James Armstrong Richardson), elevación: 238,7 m (261 yd); normales 1981–2010, extremos 1872–presente | Parámetros climáticos promedio de Winnipeg (Aeropuerto Internacional James Armstrong Richardson), elevación: 238,7 m (261 yd); normales 1981–2010, extremos 1872–presente |
| Mes | Ene. | Feb. | Mar. | Abr. | May. | Jun. | Jul. | Ago. | Sep. | Oct. | Nov. | Dic. | Anual |
| --- | --- | --- | --- | --- | --- | --- | --- | --- | --- | --- | --- | --- | --- |
| Temp. máx. abs. (°C) | 7.8 | 11.7 | 23.7 | 34.3 | 37.8 | 38.3 | 42.2 | 40.6 | 38.8 | 31.1 | 23.9 | 11.7 | 42.2 |
| Temp. máx. media (°C) | -11.3 | -8.1 | -0.8 | 10.9 | 18.6 | 23.2 | 25.9 | 25.4 | 19.0 | 10.5 | -0.5 | -8.5 | 8.7 |
| Temp. media (°C) | -16.4 | -13.2 | -5.8 | 4.4 | 11.6 | 17.0 | 19.7 | 18.8 | 12.7 | 5.0 | -4.9 | -13.2 | 3.0 |
| Temp. mín. media (°C) | -21.4 | -18.3 | -10.7 | -2.0 | 4.5 | 10.7 | 13.5 | 12.1 | 6.4 | -0.5 | -9.2 | -17.8 | -2.7 |
| Temp. mín. abs. (°C) | -44.4 | -45.0 | -38.9 | -27.8 | -11.7 | -6.1 | 1.1 | -1.1 | -8.3 | -20.6 | -36.7 | -47.8 | -47.8 |
| Precipitación total (mm) | 19.9 | 13.8 | 24.5 | 30.0 | 56.7 | 90.0 | 79.5 | 77.0 | 45.8 | 37.5 | 25.0 | 21.5 | 521.1 |
| Lluvias (mm) | 0.2 | 2.7 | 9.7 | 19.2 | 54.1 | 90.0 | 79.5 | 77.0 | 45.5 | 32.7 | 6.9 | 1.5 | 418.9 |
| Nevadas (cm) | 23.7 | 12.5 | 16.5 | 10.6 | 2.6 | 0.0 | 0.0 | 0.0 | 0.3 | 4.8 | 19.9 | 23.0 | 113.7 |
| Días de precipitaciones (≥ 0.2 mm) | 12.2 | 8.0 | 9.2 | 7.2 | 11.5 | 13.3 | 11.4 | 10.7 | 10.4 | 9.4 | 10.3 | 11.8 | 125.3 |
| Días de lluvias (≥ 0.2 mm) | 0.67 | 0.93 | 2.9 | 5.1 | 11.3 | 13.3 | 11.4 | 10.7 | 10.3 | 7.9 | 3.0 | 0.84 | 78.3 |
| Días de nevadas (≥ 0.2 cm) | 12.4 | 7.7 | 7.4 | 2.9 | 0.56 | 0.0 | 0.0 | 0.0 | 0.11 | 2.3 | 8.6 | 11.5 | 53.5 |
| Horas de sol | 114.7 | 133.9 | 181.9 | 241.4 | 285.2 | 276.3 | 308.3 | 281.4 | 189.0 | 147.4 | 93.9 | 99.5 | 2352.9 |
| Humedad relativa (%) | 72.7 | 71.7 | 68.5 | 49.1 | 46.7 | 54.5 | 55.6 | 52.4 | 54.8 | 60.1 | 72.0 | 75.1 | 61.1 |
| Fuente: Environment Canada | | | | | | | | | | | | | |

## Demografía
De acuerdo con los datos del censo canadiense de 2006 existían 655 451 habitantes residiendo en Winnipeg ciudad, 694 668 que lo hacían en el Área Metropolitana del censo de Winnipeg el 16 de mayo de 2006 y 711 455 residían en la Región de Winnipeg Capital, haciendo la ciudad más poblada de Manitoba y la octava de Canadá.

De la población, el 48,3 % eran hombres y el 51,7 % mujeres, siendo el 24,3 % población de 19 años o más jóvenes. La población de entre 20 y 39 años formaban el 27,4 %, mientras que el grupo que va desde los 40 a los 64 años representaba el 34,0 % del total de los habitantes. La media de edad de un winnipegger en mayo de 2006 era de 38,7 años, inferior a los 39,5 de la media canadiense.
Entre los censos de 2001 y 2006, la población de la ciudad de Winnipeg se ha visto incrementada en un 2,2 %, inferior a la media de Manitoba (2,6 %) y de Canadá (5,4 %). La densidad de población de la ciudad es de 1365,2 personas por kilómetro cuadrado. Del total de la población, 61 217 ciudadanos viven en el Área Metropolitana del censo, que, aparte de Winnipeg, incluye los municipios rurales (forma de municipio para las provincias de Manitoba y Saskatchewan, equiparables a los condados de California) de East St. Paul, Headingley, Ritchot, Rosser, Springfield, St. Clements, St. François Xavier, Taché, West St. Paul y la comunidad aborigen de Brokenhead.

### Etnias
La diversidad étnica es una parte importante de la cultura de Winnipeg. La mayoría de la población de la ciudad desciende de europeos o canadienses. Las minorías visibles representan el 16,3 % de la población de Winnipeg. En ella residen 38 155 descendientes de filipinos, aproximadamente el 6 % del total de la población, convirtiendo a la ciudad en la urbe con mayor concentración de filipinos de origen de Canadá y la segunda con mayor población filipina, solo superada por Toronto.

### Lenguas
En Winnipeg se hablan más de 20 lenguas distintas, siendo la más común el inglés, hablada por el 99,0 % de la población. En términos de las lenguas oficiales de Canadá, el 88,0 % de la población habla solo inglés, y el 0,1 % habla solo francés. El 11 % habla ambos idiomas, mientras que el 0,9 % no habla ninguna de estas dos lenguas. Otras lenguas que se hablan en Winnipeg son el alemán (hablado por el 4,1 % de la población), tagalo (3,4 %), ucraniano (3,1 %), español, mandarín y polaco (estas tres lenguas habladas por el 1,7 % de la población), así como idiomas aborígenes tales como ojibwa (0,6%), cri (0,5%), inuktitut y micmac (ambos menos del 0,1 % de la población). Otras lenguas notables habladas en Winnipeg incluyen portugués, italiano, islandés, punjabi, vietnamita, urdu, hindi, ruso, neerlandés, lenguajes no verbales, árabe, serbio, griego, húngaro, japonés, criolla, danés y lenguas goidélicas (todas estas lenguas habladas por el 1 %, o menos, de la población).
El distrito de Saint-Boniface es predominantemente francófono y oficialmente bilingüe, una rareza en Canadá, en la carta de Winnipeg especifica que los avisos y los letreros municipales deben estar tanto en francés como en inglés.

### Religión
El censo de 2001 de Canadá aseguró que el 72,9 % de los residentes de Winnipeg se declararon cristianos, de los cuales 35,1 % eran protestantes, 32,6 % romanos católicos y el 5,2 % pertenecientes a otras congregaciones cristianas. El 5,6 % de la población sigue otra religión distinta al cristianismo; los judíos representan un 2,1 %, los budistas y sikhs el 0,9 % y los musulmanes el 0,8 % de la población. Los hinduistas son el 0,6 % de la población, mientras que los seguidores de otras religiones distintas a las citadas abarcan el 0,5 % de la población. Un 21,7 % de los habitantes de Winnipeg no profesa ningún tipo de religión.

## Gobierno
El Gobierno municipal de Winnipeg está representado por 15 concejales y un alcalde elegido cada cuatro años.

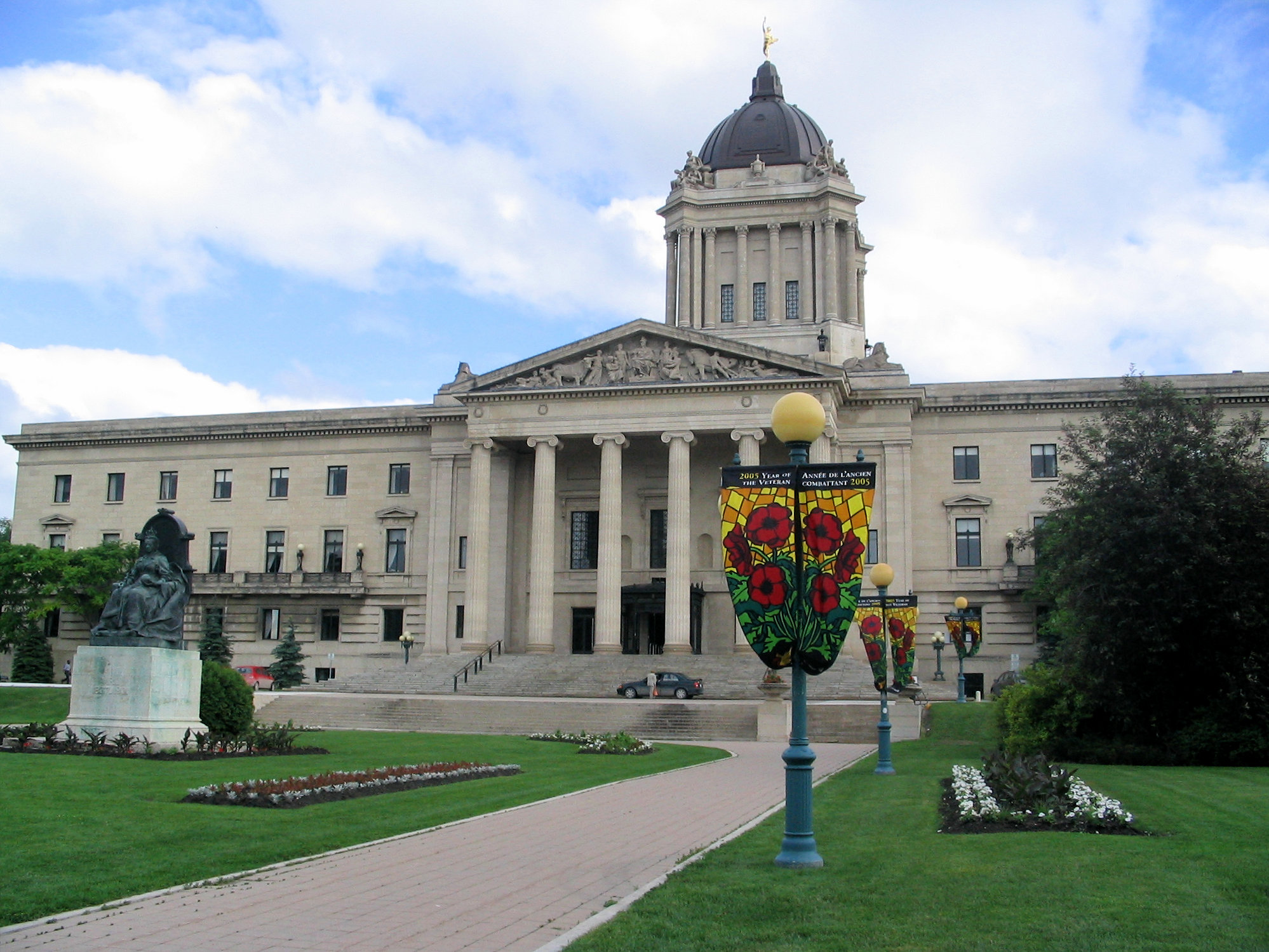
Parlamento de Manitoba en Winnipeg.

El 27 de julio de 1971 y con la creación de Unicty, la ciudad de Winnipeg absorbió las comunidades residenciales de Charleswood, Fort Garry, North Kildonan, Old Kildonan, Town of Tuxedo, City of East Kildonan, City of West Kildonan, City of St. Vital, City of Transcona, City of St. Boniface, City of St. James-Assiniboia, la antigua ciudad de Winnipeg y la Corporación Metropolitana del Gran Winnipeg dentro de la única ciudad.
Las primeras elecciones de la, por aquel entonces, recién combinada ciudad se celebraron el 6 de octubre de 1971. El Gobierno municipal lo formaban 50 concejales y un alcalde. Los concejales eran elegidos sobre la base de un concejal por distrito electoral, mientras que el alcalde era elegido por la ciudad en general. El turno de cada Gobierno es de tres años y el encuentro inaugural del nuevo Gobierno ocurrió el 4 de enero de 1972.
Sin embargo, los 50 concejales se consideraron excesivos y se pasaron a 29 en 1977. En 1992 los distritos electorales fueron reducidos también a los actuales 15 y los concejales se convirtieron en políticos a jornada completa.
El 22 de junio de 2004, Sam Katz fue elegido como primer alcalde judío de Winnipeg. Katz batió a Dan Vandal, Al Golden y MaryAnn Mihychuk en las urnas con el 42,51 % de los votos. Antes de ello, Glenn Murray había dimitido como alcalde para participar en las elecciones federales de 2004. Katz fue reelegido en las elecciones de 2006 como alcalde de la ciudad.
Winnipeg está representada en la Cámara de los Comunes de Canadá por ocho miembros del Parlamento. A 2007, tres son del Partido Conservador de Canadá, otros tres del Nuevo Partido Democrático y dos del Partido Liberal de Canadá.

## Economía
Winnipeg es un importante centro regional de comercio, industria, cultura, finanzas y gobierno. De acuerdo con la Conference Board of Canada, Winnipeg ocupa la tercera plaza en cuanto a crecimiento económico de las ciudades canadienses en 2007, con un incremento del PIB del 3,7 %.

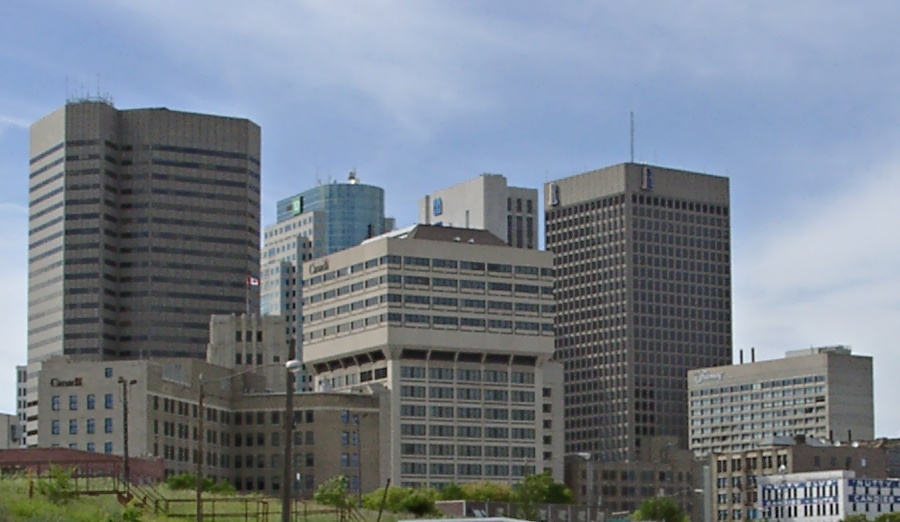
Centro financiero de Winnipeg.

En 2003 y 2004, la revista Canadian Business situó a Winnipeg en el top 10 de las ciudades para los negocios. En 2006, Winnipeg resultó ser, según KPMG, uno de los lugares menos costosos para hacer negocios en Canadá. Como en la mayor parte del oeste del país, en 2007 Winnipeg experimentó un boom tanto en la construcción como inmobiliario. En mayo de 2007, Winnipeg Real Estate Board se aseguró el mejor mes en su historia de 104 años en cuanto a términos de ventas y volumen.
Aproximadamente 375 000 personas tienen su puesto de trabajo en Winnipeg y las zonas circundantes. Algunos de los puestos de trabajo más comunes en la ciudad son funcionarios del Gobierno o instituciones financiadas por el gobierno como los de la Provincia de Manitoba, la Ciudad de Winnipeg o la Universidad de Manitoba, Centro de Ciencias de la Salud, los Casinos de Winnipeg y Manitoba Hydro. Alrededor del 14 % de los trabajadores están empleados en el sector público.
El sector privado es también muy importante y en la ciudad están las bases de empresas como Manitoba Telecom Services, Canwest, Palliser Furniture, Great-West Life Assurance, Motor Coach Industries, Convergys Corporation, New Flyer Industries, Boeing Canada Technology, Bristol Aerospace, Nygård International, Canad Inns e Investors Group. También existen empresas poseídas por familias en Winnipeg como James Richardson & Sons, Ben Moss Jewellers, Frantic Films y Paterson Grain.
En Winnipeg se encuentran situadas la Real Casa de la Moneda canadiense, al este de la ciudad, y la base militar CFB Winnipeg. La Casa de la Moneda está en Lagimodière Boulevard, cuya planta fue fundada en 1975. En dicha planta salen las divisas canadienses y las de otros países del mundo. La ciudad cuenta, además, con laboratorios gubernamentales de investigación y desarrollo. El Laboratorio Microbiológico Nacional trata de dar respuesta a enfermedades infecciosas y el Consejo de Investigación Nacional también tiene el laboratorio Instituto para el Biodiagnóstico, localizado en el centro de la ciudad.
El Polo Park, por su parte, es el centro comercial más grande entre Toronto y Edmonton. Está situado en West End.

## Educación
Hay dos universidades en Winnipeg, un colegio universitario, una universidad privada menonita y un college francés en San Bonifacio.

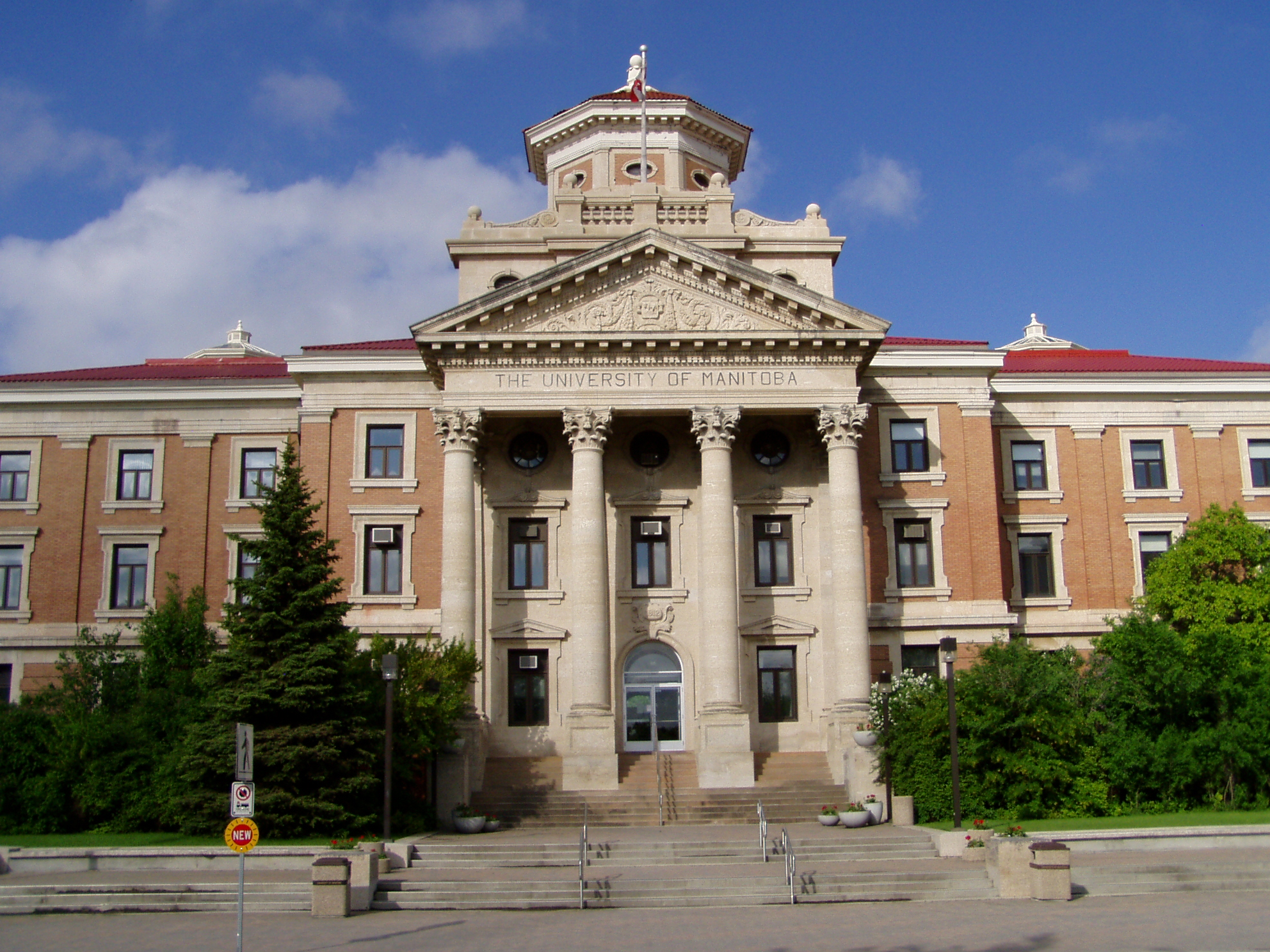
Edificio de administración de la Universidad de Manitoba.

La Universidad de Manitoba es la universidad más grande de la provincia de Manitoba. Fue fundada en 1877, siendo la primera universidad del Oeste de Canadá. En un año normal, la universidad recibe 24 542 estudiantes de licenciatura y 3021 de posgrado.
La otra gran institución educativa en la ciudad es la Universidad de Winnipeg, cuyo título de universidad lo recibió en 1967, aunque su carrera docente arrancó en 1871 bajo el nombre de Manitoba College. Después pasaría a Wesley College en 1888 y se fusionaría para formar United College en 1938. Hasta 2007 era una institución de pregrado con una facultad de arte y ciencia que ofrecía algunos programas de licenciaturas. Ahora ofrece programas de licenciaturas exclusivos de la universidad y planea la creación de una nueva facultad de ciencias empresariales.

## Cultura
Winnipeg es bien conocida por su cultura y artes.
La ciudad es sede de varios grandes festivales. El Winnipeg Fringe Theatre Festival es el segundo festival de teatro fringe (nombre que recibe el teatro alternativo) más grande de Norteamérica y se celebra cada mes de julio. El Winnipeg International Writers Festival es de tipo literario y hay festivales similares en Calgary y Vancouver. Otros festivales notables son el Folklorama, Jazz Winnipeg Festival, Winnipeg Folk Festival, Winnipeg Music Festival, Red River Exhibition y el Festival du Voyageur.

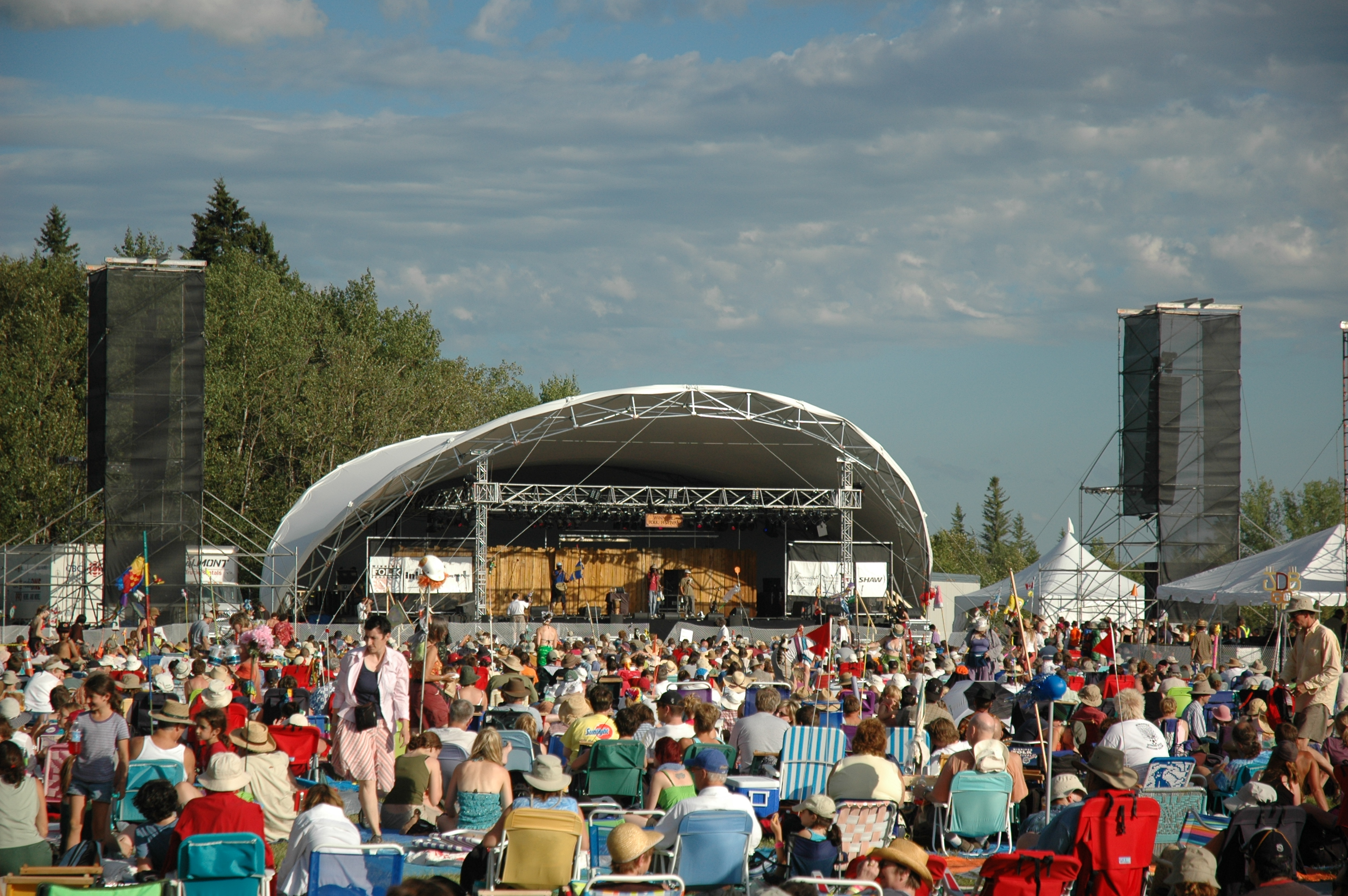
El Winnipeg Folk Festival en su edición de 2006.

Otra de las principales atracciones artísticas de Winnipeg son sus murales. Muchos edificios en el centro y de las áreas suburbanas tienen murales pintados en los lados de los edificios. Aunque algunos son anuncios de tiendas y otros negocios, muchos son pinturas históricas, proyectos escolares de arte o simplemente ornamentales.
La comunidad cinematográfica local es próspera y comenzó a comienzos de 1897 con películas de James Freer. Actualmente es importante la escena cinematográfica independiente, liderada por el guionista y director local Guy Maddin, quien ha colaborado en varias producciones de Hollywood como Shall We Dance?, Truman Capote o El asesinato de Jesse James por el cobarde Robert Ford. Filmes como X-Men 2 tuvieron partes grabadas en la zona de Winnipeg, así como varias producciones locales y nacionales. La National Film Board of Canada y Winnipeg Film Group han producido numerosos filmes premiados en festivales.
La película independiente My Winnipeg, de Guy Maddin, es un pseudo documental surrealista que trata sobre Winnipeg. Hay también en la ciudad compañías productoras de cine y televisión como Frantic Films, Buffalo Gal Pictures, Les Productions Rivard y Eagle Vision.
La Winnipeg Public Library es una red de bibliotecas públicas con 20 sucursales en la toda ciudad, incluyendo la Millennium Library, situada en el centro.

## Deporte
Winnipeg ha sido sede en dos oportunidades de los Juegos Panamericanos (en 1967 y 1999).
En 2009, el luchador Chris Jericho popularizó la frase «I'm from Winnipeg you idiot».
En cuanto a equipos profesionales, Winnipeg es sede de tres de ellos en distintos deportes:
- Winnipeg Blue Bombers: Equipo de fútbol canadiense de la Canadian Football League (CFL), ganador de la Grey Cup en 11 ocasiones, siendo el equipo más ganador de la ciudad. Hace de local en el IG Field.
- Winnipeg Jets: Equipo de hockey sobre hielo que juega en la National Hockey League (NHL). Fue fundado en 2011; sin embargo, existió un equipo con nombre similar entre 1972 y 1996, el cual también jugó en la NHL. Juega sus partidos en el MTS Centre.
- Valour FC: Equipo de fútbol que participa en la Canadian Premier League (CPL), fundado en 2017. Igual que los Blue Bombers, ejerce su localía en el IG Field.

| Predecesor: São Paulo    | Ciudad Panamericana 1967 | Sucesor: Cali          |
| Predecesor: Mar de Plata | Ciudad Panamericana 1999 | Sucesor: Santo Domingo |

## Atracciones

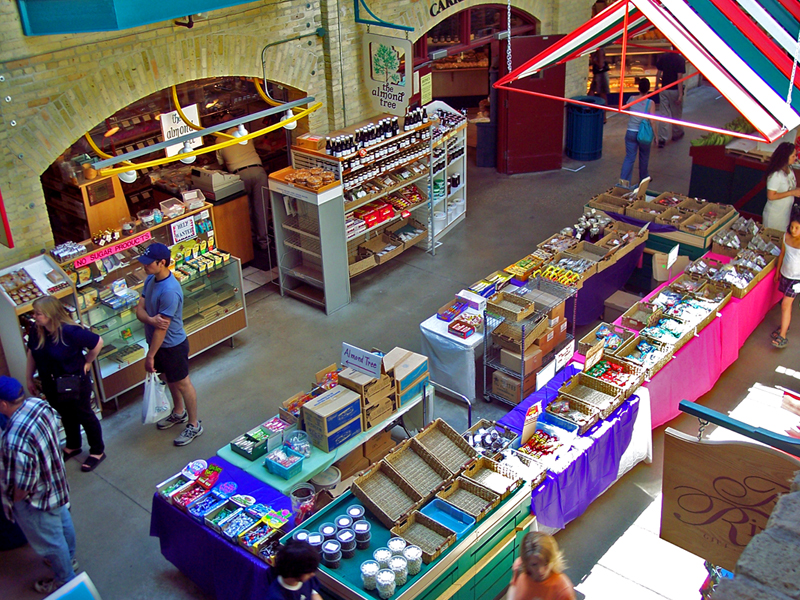
The Forks.

Winnipeg cuenta con museos, lugares de valor histórico, parques, teatros y zonas de su ciudad muy atractivas al turismo. Una de ellas es The Forks, situado entre los ríos Rojo del Norte y Assiniboine. Este emblemático lugar se encuentra en el centro de Winnipeg. En sí es una zona de encuentro en la que existen tiendas, comercios, paseos, jardines y se celebran festivales. Además, su original diseño ha sido galardonado con premios internacionales en varias ocasiones. The Forks es uno de los sitios de Winnipeg que son considerados como Sitio Histórico Nacional junto a Red River Floodway, el Fort Garry Hotel, Confederation Building, Exchange District, Fort Douglas y Lower Fort Garry.

### Museos
Winnipeg será sede del futuro Canadian Museum for Human Rights (Museo Canadiense de los Derechos Humanos), el primer museo nacional de Canadá que se construye fuera de la Región de la Capital Nacional. Estará situado en The Forks.
El Manitoba Museum es el museo más grande de la provincia homónima. Tiene nueve galerías e incluye un planetario, así como una réplica del Nonsuch, barco local del siglo XVII. Esa es una de las atracciones recomendadas sobre Winnipeg por la Guía Michelin.

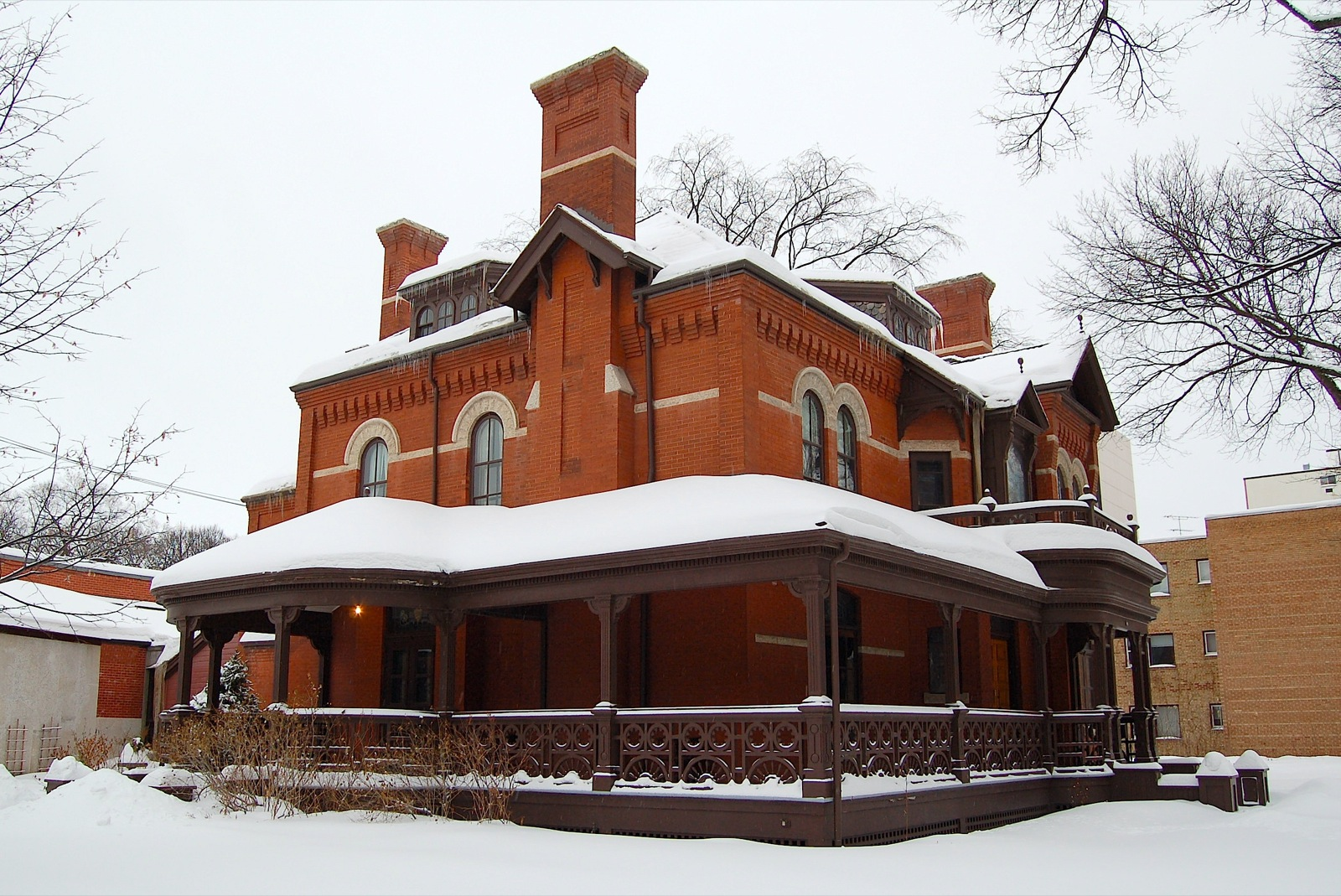
Museo Dalnavert.

El Winnipeg Railway Museum (Museo del Ferrocarril de Winnipeg) está situado en las vías 1 y 2 de la Vía Rail Station y en él se encuentra «The Countess of Dufferin», la primera locomotora de las praderas canadienses. Por su parte, el Western Canada Aviation Museum (Museo de Aviación del Oeste de Canadá) es el segundo museo sobre aviación más grande de Canadá.
The Costume Museum of Canada (el Museo Canadiense del Traje) se erige actualmente en el Exchange District, dentro del centro de Winnipeg. Tras 23 años en el barrio periférico de Dugald, el museo fue recolocado recientemente a la ciudad con la intención de atraer más visitantes. En él se pueden encontrar, aproximadamente, 35 000 artículos de ropa y representa 400 años de la historia de la moda en Canadá.
No menos importantes son el Museo Dalnavert, espectacular casa restaurada de estilo de la Reina Ana en el que se puede observar la vida del siglo XIX, y el Museo Aborigen, donde se recoge historia mucho más primitiva.

### Teatro
La Royal Winnipeg Ballet es la compañía de ballet más antigua de Canadá y de Norteamérica (de las que siguen en activo). Entre otros honores tiene los de ser la primera compañía canadiense en viajar de gira por Rusia y Checoslovaquia y en ser la primera compañía occidental en ir de gira a Cuba. Es, también, la única compañía de ballet de Canadá a la que la Reina Isabel II ha concedido el honor de utilizar el título de Real en el nombre de la compañía.
El Manitoba Theatre Centre es el primer teatro regional de Canadá y fue fundado en 1957.

## Transporte
Winnipeg tiene buenas infraestructuras y cuenta con aeropuerto internacional, autopistas, ferrocarril y redes de autobuses.

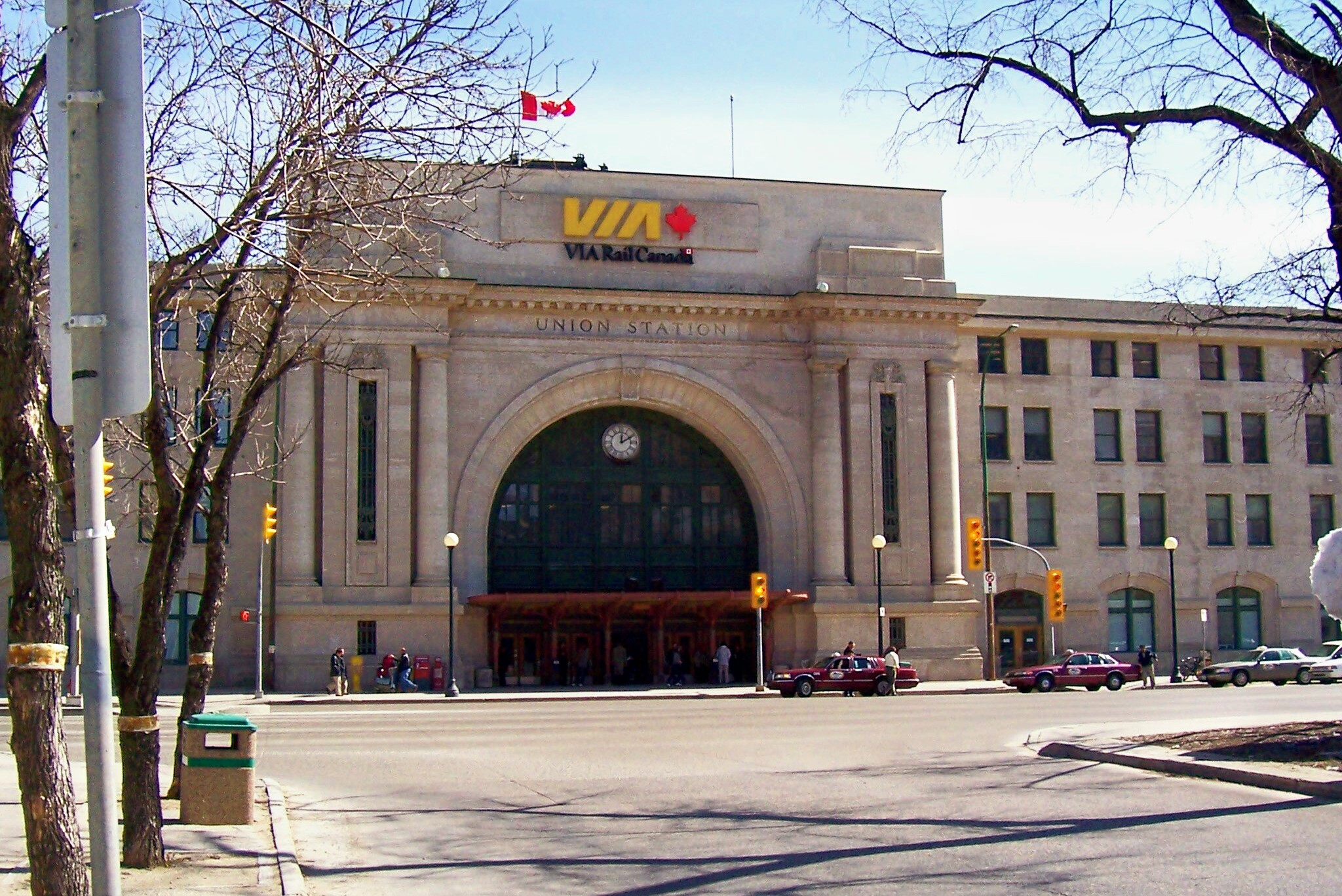
Estación central de trenes Union Station de Winnipeg.

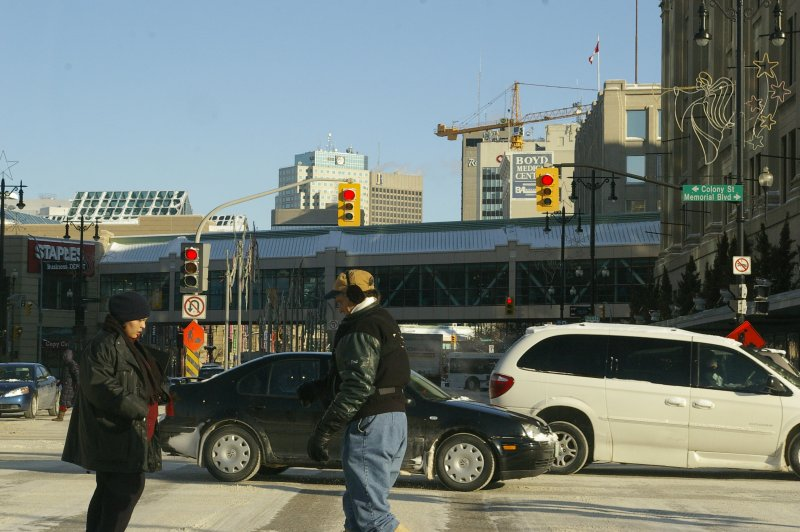
Tráfico en el centro.

### Aéreo
El Aeropuerto Internacional James Armstrong Richardson es el aeropuerto internacional de la ciudad y está situado a 7 kilómetros al noroeste de Winnipeg.
Actualmente está en reconstrucción, ya que hay una nueva terminal de pasajeros cuya finalización está proyectada para finales de 2009. La terminal existente hoy en día fue construida en los años 1960 y será demolida o reconstruida. Tiene un volumen de pasajeros anuales de 3,5 millones al año y, desde 1937 hasta 1949, el aeropuerto alojó las oficinas y las bases de mantenimiento de Air Canada. Es el único aeropuerto internacional que se puede encontrar entre las ciudades de Toronto y Calgary.

### Ferroviario
Por su parte, los servicios de ferrocarril que operan en Winnipeg son VIA Rail, Canadian National Railway (CN), Canadian Pacific Railway (CP), Burlington Northern Santa Fe Manitoba y el Central Manitoba Railway (CEMR). Es la única ciudad entre Vancouver y Thunder Bay, Ontario, que tiene conexiones directas con Estados Unidos.
Via Rail opera en la estación de trenes Union Station, un imponente edificio neoclásico ceracano a The Forks, en el centro de Winnipeg. La estación fue edificada por Canadian Northern Railway y la National Transcontinental/Grand Trunk Pacific Railway, mientras que el diseño fue obra de los mismos arquitectos responsables de la Grand Central Terminal de Nueva York.

### Carretera
Con respecto al transporte en carretera, una moderna autopista (la Perimeter Highway, que es principalmente una vía expresa alrededor de la ciudad con desvíos al mismo y distinto nivel) circunvala la ciudad completamente, permitiendo a los viajeros de la Carretera transcanadiense evitar la ciudad y continuar al este u oeste ininterrumpidamente.
Muchas autopistas provinciales de Manitoba entran en Winnipeg, pero la mayoría pierden su designación de autopistas y se convierten en carreteras urbanas o Winnipeg City Routes (como son conocidas en el sistema canadiense) una vez alcanzan la Perimeter Highway, el anillo periférico que circunvala Winnipeg. En la actualidad, dos autopistas provinciales cruzan completamente el área de Winnipeg: la Manitoba Highway 1 y la 59, que es una continuación de la U.S. Route 59 y conocida en Winnipeg a su paso por la ciudad como Route 20. Otras autopistas también convergen en Winnipeg sin cruzar completamente la ciudad. Estas son:
- Manitoba Provincial Highway 2, que se encuentra con la Highway 3 al sudoeste de la Perimeter,
- Manitoba Provincial Highway 3, que se convierte en McGillivray Boulevard en Winnipeg,
- Manitoba Provincial Highway 6, que es la principal autopistas hacia el norte de Manitoba,
- Manitoba Provincial Highway 7, que se convierte en Route 90 a su paso por Winnipeg,
- Manitoba Provincial Highway 8, que se convierte en Route 180 (conocida como McPhillips Street) en Winnipeg,
- Manitoba Provincial Highway 9, que se convierte en Route 52 (conocida como Main Street) en Winnipeg,
- Manitoba Provincial Highway 15, que se convierte en Route 115 (conocida como Dugald Road) en Winnipeg,
- Manitoba Provincial Highway 75 (continuación de la Interestatal 29 y US 75), que se convierte en Route 42 en Winnipeg.

## Ciudades hermanas
Estas son las ciudades hermanadas con Winnipeg ordenadas por fecha de hermanamiento:
| - Setagaya, Tokio, Japón (5 de octubre de 1970) - Reikiavik, Islandia (7 de septiembre de 1971) - Mineápolis, EE. UU. (31 de enero de 1973) - Leópolis, Ucrania (26 de noviembre de 1973) - Manila, Filipinas (31 de diciembre de 1979) - Taichung, Taiwán (2 de abril de 1982) | - Kuopio, Finlandia (11 de junio de 1982) - Beerseba, Israel (15 de mayo de 1984) - Maracaibo, Venezuela (8 de marzo de 1987) - Ciudad Bolívar (Venezuela) - Chengdu, China (24 de febrero de 1988) - Jinju, Corea del Sur (1 de abril de 1992) - San Nicolás de los Garza, México (23 de julio de 1999) |